# Beñat Mardo
Pour les articles homonymes, voir Mardo.
Beñat Mardo est un écrivain et un bertsolari de Soule du XVIIIe siècle. C'est l'un des plus anciens bertsolaris connus.

## Biographie
Très peu de choses sont connues sur Beñat Mardo. Il a vécu et est mort au quartier Basse-ville de Barcus au XVIIIe siècle et était tailleur de profession. Quelques-unes de ses compositions sont parvenues jusqu'à nous, dont celle écrite le 3 janvier 1769 à l'occasion d'un mariage.
Selon l'Institut culturel basque, la transcription de l'un de ses bertsus constitue en la première trace écrite de cet art et témoigne de la place particulière accordée aux bertsularis dans la société basque.

## Œuvres
- Beñat Mardoren khantoria  (La Chanson de Beñat Mardo)
- Arbotiko prima eijerra (La Belle récompense d'Arbotia)
- Bestaliarrak (Les Fêtards)
- Barkoxero gatu-jalen khantoria (La Chanson des dévoreurs de chat de Barcus)